# Виртуален международен нормативен архив
Виртуалният международен нормативен архив (на английски: Virtual International Authority File, VIAF) е международен каталог за нормативен контрол. Той представлява общ проект на няколко национални библиотеки и е опериран от Онлайн компютърен библиотечен център (Online Computer Library Center, OCLC).  Проектът е иницииран от Германската национална библиотека и щатската Библиотека на Конгреса.
Целта е да бъдат свързани националните нормативни каталози (като германския каталог с имена на хора) в единствен виртуален нормативен каталог. В този каталог общи записи от различни множества данни биват свързани. Запис във виртуалния международен нормативен архив получава стандартен номер данни, съдържа основните записи „вижте“ и „вижте също“ от оригиналните записи и препраща към оригиналните каталози за нормативен контрол. Данните биват направени достъпни онлайн и са достъпни за научни изследвания и размяна и споделяне на данни. Реципрочното ъпдейтване ползва протокола Open Archives Initiative.
Номерата от каталога биват добавяни и към биографични статии в Уикипедия  и биват включени в Уикиданни.